# Alekss Krasts
Alekss Krasts, né le 22 août 2001, à Ogre, est un coureur cycliste letton.

## Biographie
En 2018, Alekss Krasts prend la troisième place du championnat de Lettonie sur route juniors (moins de 19 ans). Il représente son pays lors des championnats du monde juniors en Autriche, où il se classe 52e du contre-la-montre et 63e de la course en ligne. L'année suivante, il se classe troisième du championnat de Lettonie du contre-la-montre juniors, ou encore septième de la Guido Reybrouck Classic et de la Coupe du Président de la Ville de Grudziądz.
Lors des championnats de Lettonie de 2020, il remporte le contre-la-montre et finit deuxième de la course en ligne dans la catégorie espoirs (moins de 23 ans). Il rejoint ensuite l'équipe continentale Ampler-Tartu2024 en 2022, qui forme de jeunes cyclistes baltes. Il devient champion de Lettonie sur route espoirs et termine notamment meilleur grimpeur de l'Olympia's Tour, ou encore cinquième du Baltic Chain Tour.

## Palmarès et résultats

### Palmarès par année
- 2018
  - 3e du championnat de Lettonie sur route juniors
- 2019
  - 3e du championnat de Lettonie du contre-la-montre juniors
- 2020
  -  Champion de Lettonie du contre-la-montre espoirs
  - 2e du championnat de Lettonie sur route espoirs
- 2021
  - 2e du championnat de Lettonie sur route espoirs
- 2022
  -  Champion de Lettonie sur route espoirs
  - 3e du championnat de Lettonie du contre-la-montre espoirs
- 2023
  -  Champion de Lettonie sur route espoirs
  -  Champion de Lettonie du contre-la-montre espoirs
- 2024
  -  Champion de Lettonie du contre-la-montre

### Classements mondiaux
| Année                                 | 2020 | 2021  | 2022 | 2023 | 2024  |
| ------------------------------------- | ---- | ----- | ---- | ---- | ----- |
| Classement mondial                    | 497e | 1042e | 495e | 772e | 1118e |
| UCI Europe Tour                       | 408e | 774e  | 394e | nc   | nc    |
|                                       |      |       |      |      |       |
| Légende : nc = non classéSource : UCI |      |       |      |      |       |